# 조선인민군 총정치국
조선인민군 총정치국(朝鮮人民軍 總政治局)은 조선인민군의 정치사찰기관이다. 조선인민군 장병에 대한 선전, 선동에 중점을 두고 일상적인 당에 대한 충성심 평가, 사상적 동향을 감시한다. '반혁명분자'를 적발하는 기관인 보위국과 함께 인민군 내 장병의 사상 통제를 관할한다.

## 조직
- 조직부
  - 군단담당과
  - 본부지도과
  - 해외지도과
  - 외화지도과
  - 당원등록과
  - 당생활지도과
  - 조직간부과
  - 행정간부과
  - 통보과
  - 가족과

- 선전부
  - 본부지도과
  - 해외선전과
  - 국내선전과
  - 행사과
  - 강연과
  - 사적과
  - 예술과
  - 출판과

- 검열부
  - 종합과
  - 검열1과
  - 검열2과
  - 검열3과
  - 특수검열과
- 근로단체부
  - 청년동맹과
  - 여성동맹과
  - 직업동맹과
  - 농업동맹과

- 문화연락부
- 교육부
- 간부부

- 공장당사업부
  - 공장담당
  - 피복공장
  - 병기공장
  - 병기수리

- 총무부
- 감찰부
- 판문점대표부
- 적군와해공작국

## 역대 국장
- 박헌영(1950년 10월~1951년 8월)
- 김재욱(1950년 10월-1953년 8월)
- 최종학(1953년 8월~1958년 2월)
- 김태근(1958년 2월~1958년 7월)
- 서철(1958년 7월~1959년)
- 최기철(1960년 1월-1960년 8월)
- 허봉학(1960년 8월~1967년 4월)
- 오진우(1967년 4월~1968년 12월)
- 안영환(1969년 1월~1970년 12월)
- 한익수(1970년 12월~1973년 8월)
- 리용무(1973년 8월~1977년 10월)
- 서철(1977년 10월~1979년 9월)
- 오진우(1979년 9월~1995년 2월)
- 조명록(1995년 10월~2010년 10월)
- 최룡해(2012년 4월~2014년 4월)
- 황병서(2014년 5월~2018년)
- 김정각(2018년~2018년 5월)
- 김수길(2018년 5월~2021년 1월)
- 권영진(2021년 1월~2022년 6월)
- 정경택(2022년 6월~)

## 같이 보기
- 조선인민군 총참모부
- 정치지도원